# شهرستان سالودا (کارولینای جنوبی)
شهرستان سالودا، کارولینای جنوبی (به انگلیسی: Saluda County, South Carolina) یک سکونتگاه مسکونی در ایالات متحده آمریکا است که در کارولینای جنوبی واقع شده‌است.

## خصوصیات
شهرستان سالودا ۱٬۱۹۶٫۵۸ کیلومترمربع مساحت دارد.